# بريستون رود (محطة مترو أنفاق لندن)
بريستون رود (بالإنجليزية: Preston Road)‏ هي إحدى محطات مترو أنفاق لندن. تقع على خط ميتروبوليتان أفتتحت في المنطقة (Zone) رقم 4 أفتتحت في 21 مايو 1908 تغيير الموقع 3 يناير 1932.

## معرض صور

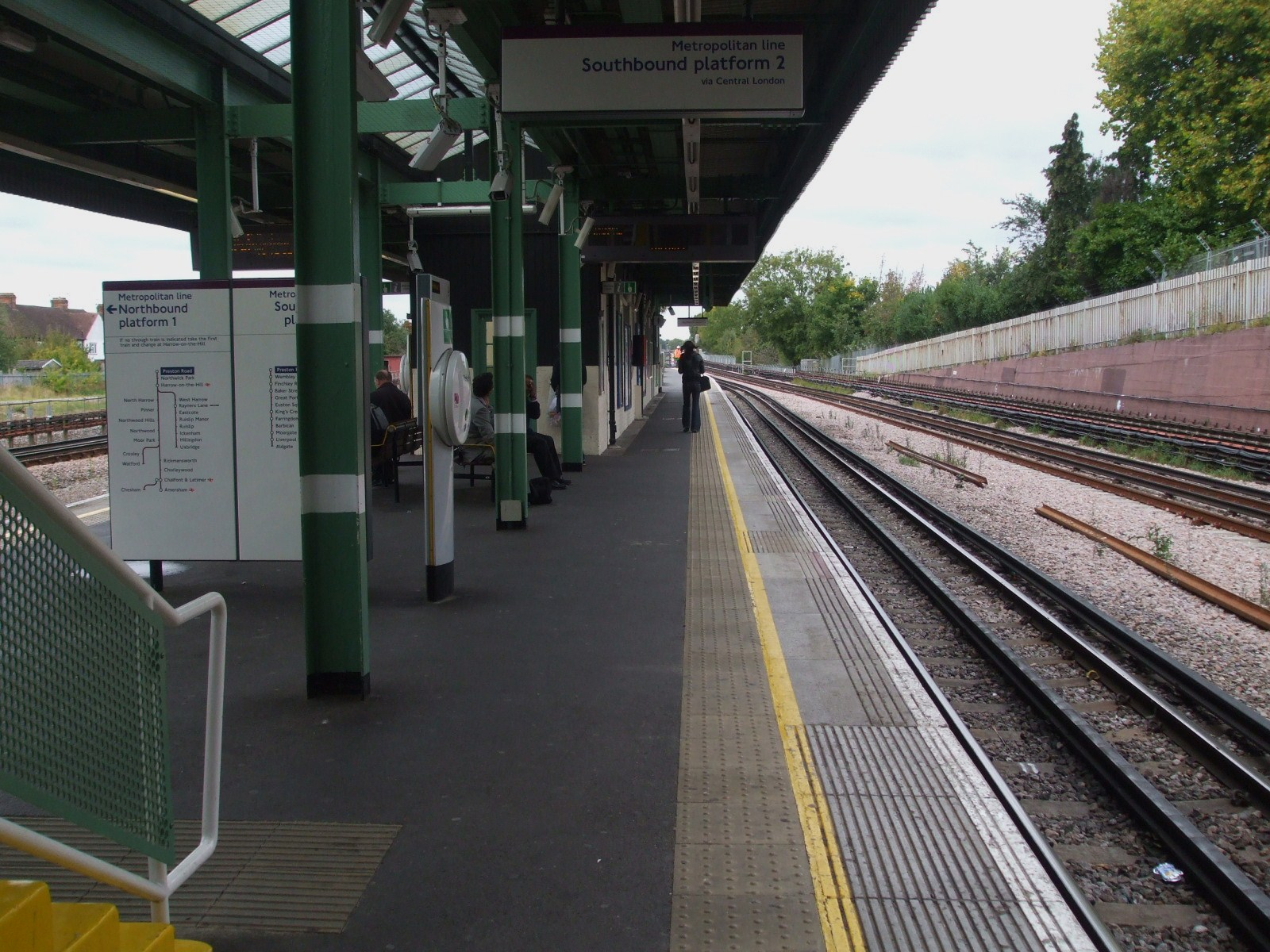
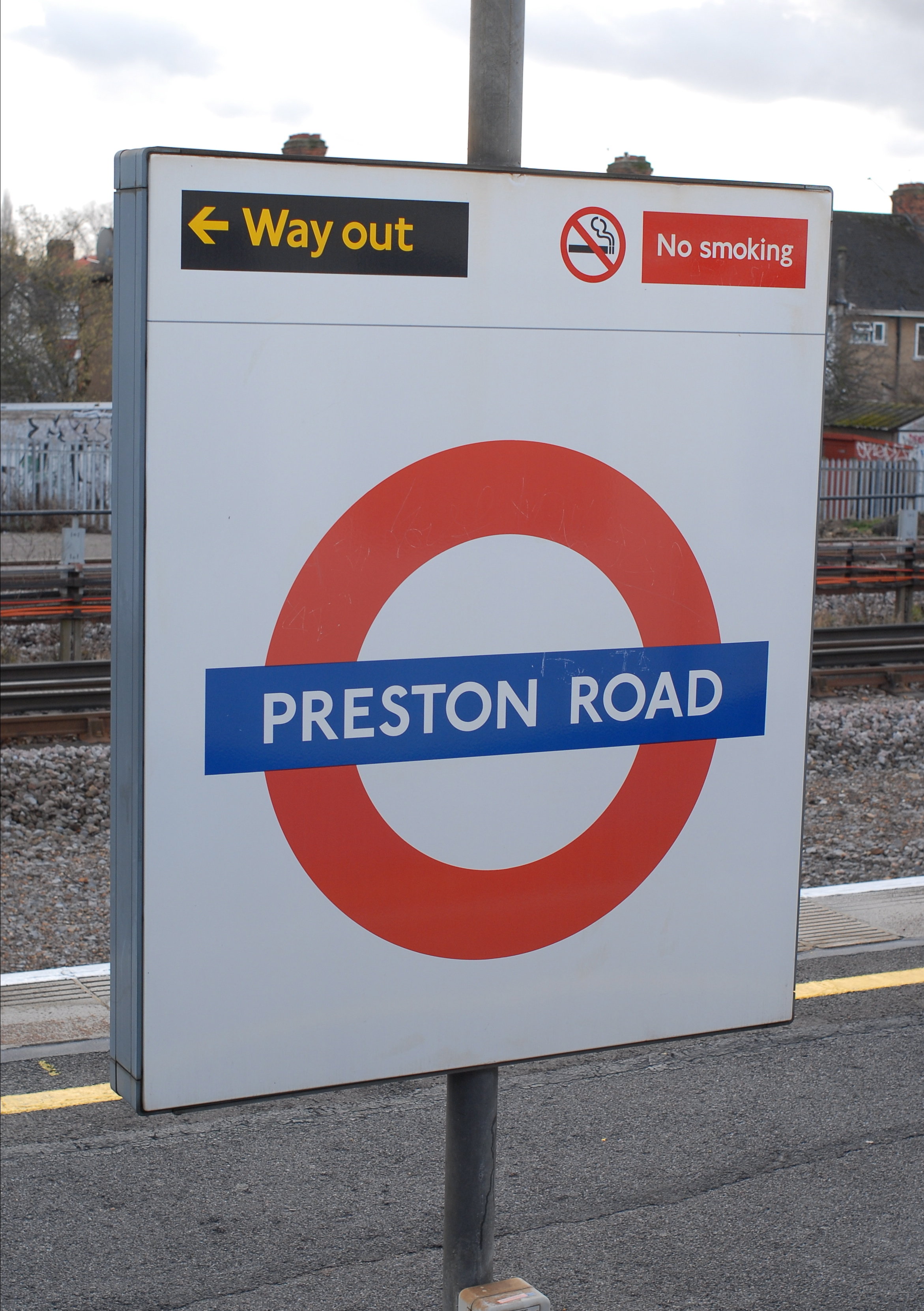
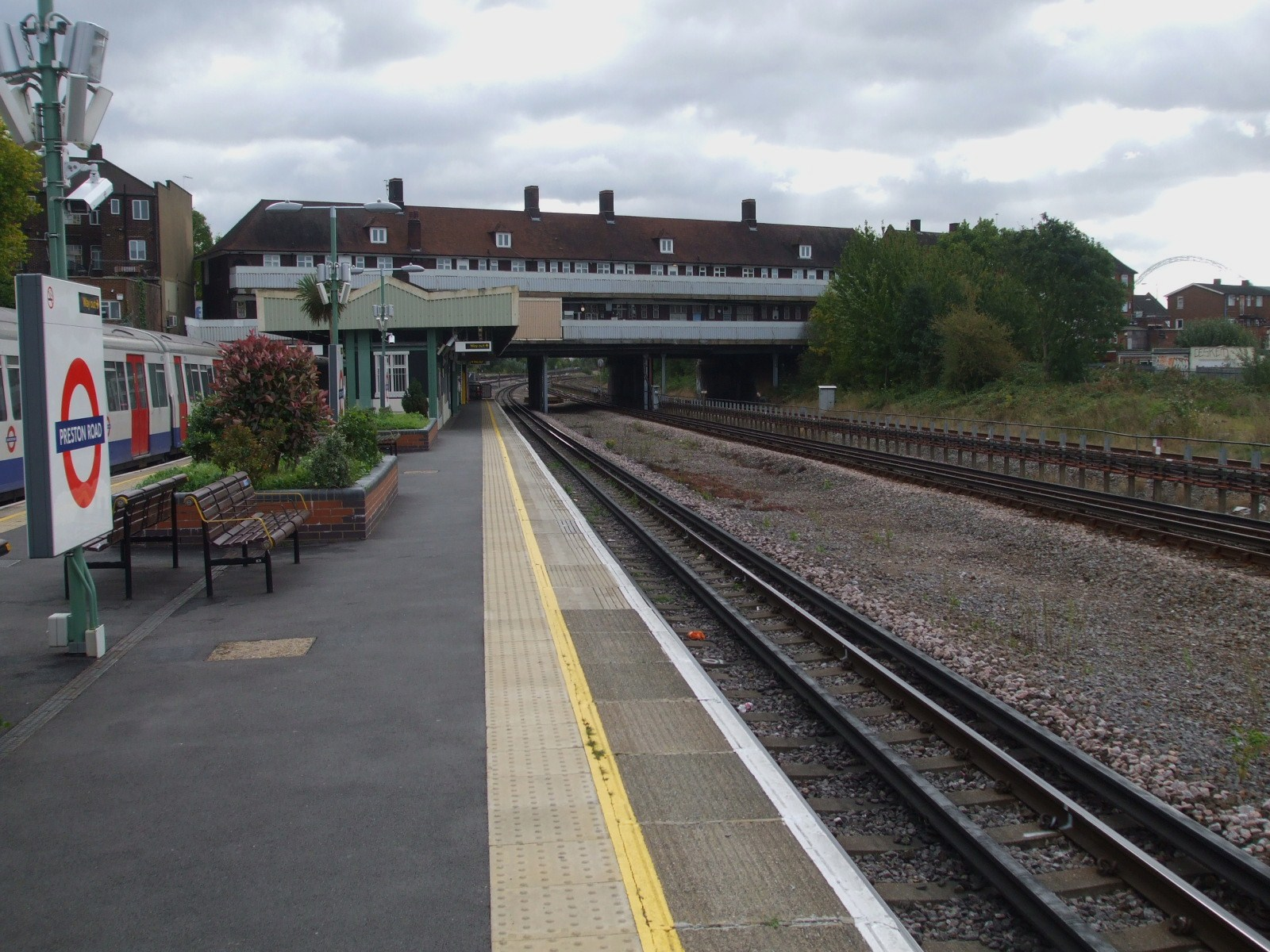